# Vararia cremeoavellanea
Vararia cremeoavellanea är en svampart som beskrevs av Pouzar 1982. Vararia cremeoavellanea ingår i släktet Vararia och familjen Lachnocladiaceae.   Inga underarter finns listade i Catalogue of Life.